# Malval
Malval – miejscowość i dawna gmina we Francji, w regionie Nowa Akwitania, w departamencie Creuse. W 2013 roku populacja ówczesnej gminy wynosiła 44 mieszkańców. 
W dniu 1 stycznia 2019 roku z połączenia dwóch ówczesnych gmin – Linard oraz Malval – powstała nowa gmina Linard-Malval. Siedzibą gminy została miejscowość Linard. 